# 河目悌二
河目 悌二（かわめ ていじ、1889年8月6日 - 1958年4月23日）は、大正・昭和期の日本の画家（童画・商業美術）。愛知県碧海郡刈谷町（現・刈谷市）出身。初山滋、岡本帰一、川上四郎、武井武雄らとともに「童画の第一世代」のひとりである。父は教育者の河目正平。

## 経歴

### 幼少期

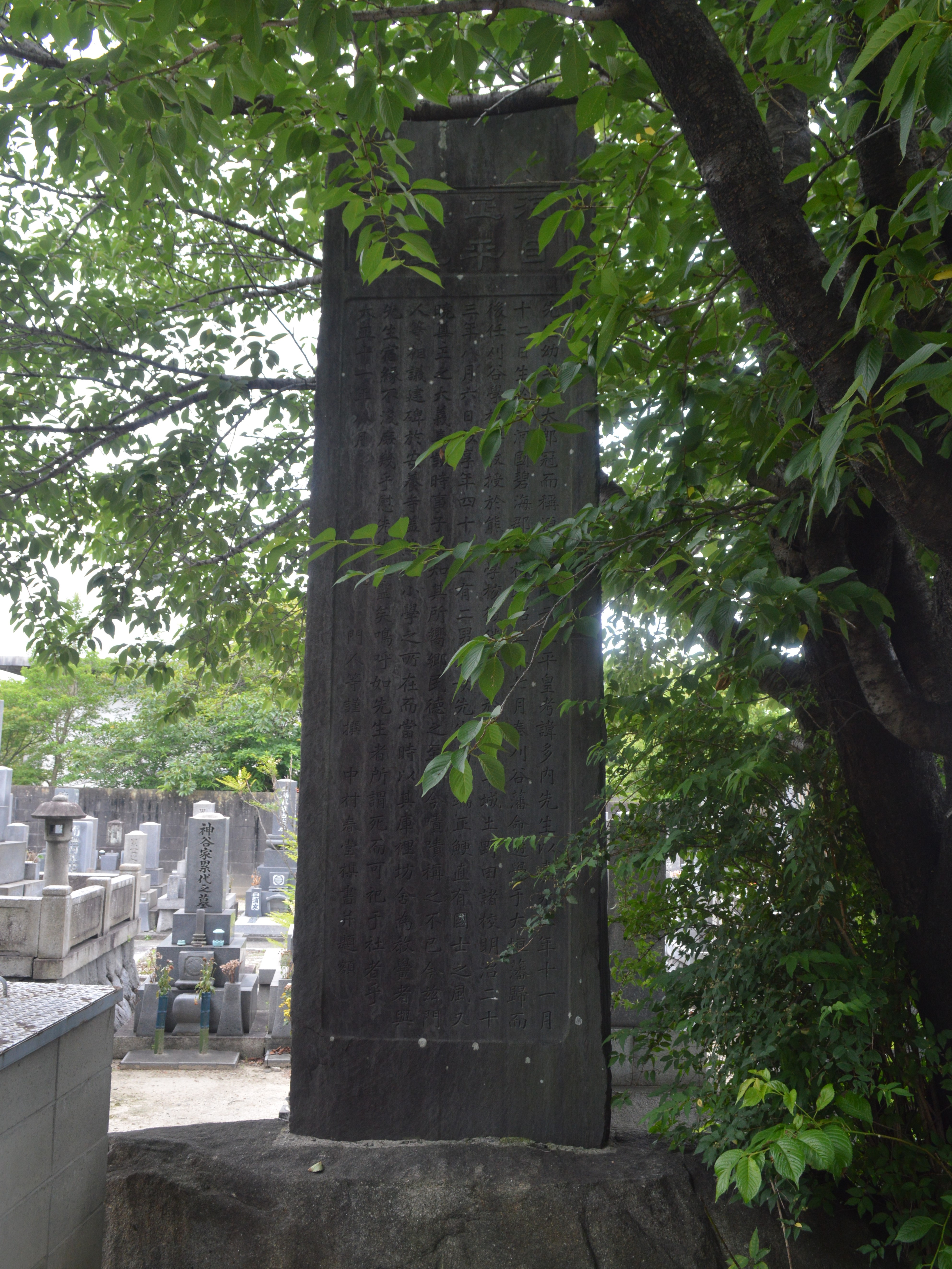
河目正平先生之碑

1889年（明治22年）8月6日、愛知県碧海郡刈谷町大字熊字本屋敷（旧・碧海郡熊村、現・刈谷市八幡町）に生まれた。父親の河目正平は碧海郡熊村出身であり、刈谷藩の藩校である文礼館の教員を務めていた。母親の徳丸あやは刈谷藩江戸屋敷に生まれ、10歳の時に刈谷に移住していた。悌二は次男であり、兄1人と姉2人がいる。兄の河目揆一は小高原尋常小学校（現・刈谷市立小高原小学校）などで校長を務めた教育者である。
翌年の1890年（明治23年）には父の正平が死去した。1896年（明治29年）には刈谷尋常小学校に入学し、尋常小学校卒業後の1900年（明治33年）には刈谷町外七ヶ村組合立亀城高等小学校（現・刈谷市立亀城小学校）に入学した。1903年（明治37年）には高等小学校を卒業し、寄宿舎に下宿しながら愛知県立第二中学校（現・愛知県立岡崎高等学校）に通った。

### 東京美術学校時代

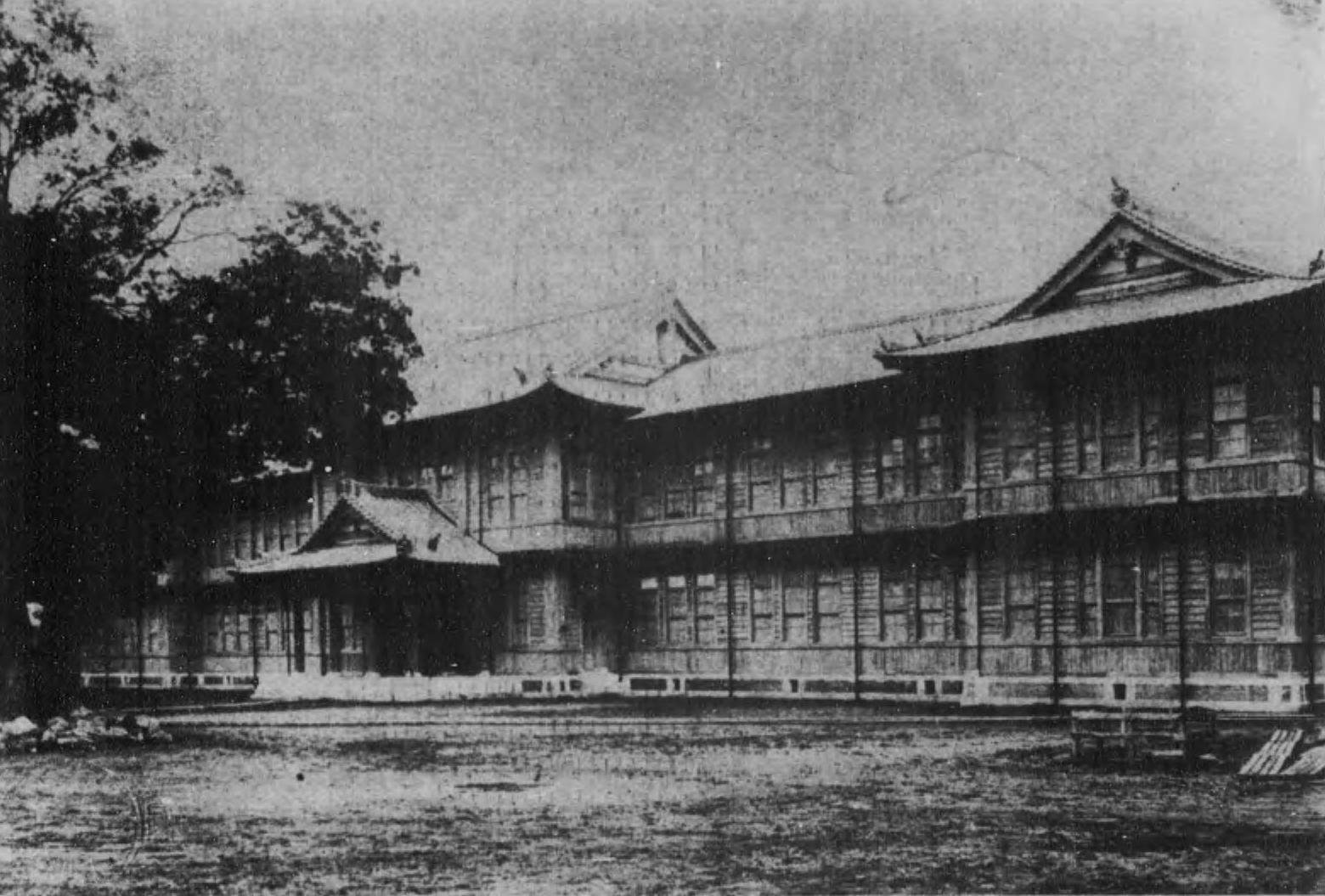
東京美術学校

1908年（明治41年）には愛知県立第二中学校を卒業（第9回生）。上京して東京美術学校（現・東京藝術大学）西洋画科予備科に入学。木炭画を描いたのは東京美術学校の入学試験が初めてだったという。
7月には予備科を修了して本科に入学。同期には平澤文吉、牧野虎雄、三宅鏙吉、川上四郎、栗原誠ら31人がおり、河目と同じく童画を描いた川上とは晩年まで交友を続けている。先輩には藤田嗣治や萬鉄五郎らがいる。このころには都市を中心に市民意識が高まりを見せており（大正デモクラシー）、日本の芸術界にはポスト印象派の絵画などが紹介された。
河目が東京美術学校に入学した時には姉も東京で教員をしており、上京した母も含めた3人は河目が東京美術学校を卒業するまで一緒に暮らした。1年時には長原孝太郎、2年時には和田英作、3年時には藤島武二、4年時には黒田清輝が指導教官であり、他には岡田三郎助、中村勝治郎、小林万吾、田辺至の指導も受けている。
1913年（大正2年）に東京美術学校西洋画科を卒業（第22回生）し、1914年（大正3年）1月には横須賀重砲兵第一連隊に入隊。9月には脛を負傷して横須賀衛戍病院に入院し、退院後の12月に伍長として除隊した。

### 挿絵画家として
1915年（大正4年）には東京美術学校で同期だった平澤とともに、東京市小石川区白山御殿町（現・東京都文京区白山3丁目）の借家で共同生活を始めた。年末にはやはり同期の川上も同居するようになり、二葉社が創刊した絵雑誌『トモダチ』で子ども向けの挿絵を描く仕事を得た。1916年（大正5年）には国技館の納涼博覧会の背景を描いている。1918年（大正7年）には川上が結婚したため、河目と平澤は本郷区駒込東片町（現・文京区向丘1丁目）に転居した。
1920年（大正9年）には東京美術学校の1年先輩だった北島浅一の紹介で、本所区厩橋畔（現・墨田区本所）にあった小林商店（現・ライオン）に入社して広告部図案係に配属された。1921年（大正10年）には愛知県幡豆郡西尾町（現・西尾市）出身の松崎みさをと結婚し、刈谷町の実家で挙式した。みさをは愛知県立第一女学校（現・愛知県立旭丘高校）卒業後に私立女子美術学校（現・女子美術大学）で学んだ経験を持つ。1922年（大正11年）には長男が、1924年（大正13年）には長女が、1927年（昭和2年）には次男が生まれている。
1922年には小林商店広告部が京橋区山城町（現・中央区銀座）に移り、コドモ社の『良友』では表紙絵画家に抜擢された。1926年（大正15年）には杉並区上荻窪町（現・杉並区西荻北）に新居を構えた。北島、川上、千葉省三、太田三郎などが近くに住んでいた。東京美術学校同期の栗原、後輩の吉澤廉三郎、小林商店広告部で同僚の戸田達雄とともに作品を批評しあう会を始めた。
1958年4月23日、狭心症のために自宅で死去した。満68歳。

## 作品
1937年の退社まで広告画を手掛ける。太平洋戦争中も児童誌の挿絵画家として積極的に活動し、講談社『少年倶楽部』やフレーベル館『キンダーブック』、東京社『コドモノクニ』で数多くのイラストを発表した。

## 展覧会
- 2009年 : 「生誕120周年記念 河目悌二展」刈谷市美術館
- 2016年 : 「市制65周年記念　河目悌二展　みんな元気！懐かしの子どもたち」刈谷市美術館